# Home and Away: Revenge
Home and Away: Revenge, es una película para la televisión australiana de tres partes estrenada el 19 de diciembre de 2016 por medio de Foxtel Play a través de Foxtel. Es el segundo especial de la exitosa serie australiana "Home and Away".

## Historia
Heath Braxton y Bianca Scott-Braxton están celebrando la luna de miel que nunca pudieron tener, hasta que el criminal Trevor "Gunno" Gunson, regresa a sus vidas luego de seguirlos en secreto desde la ciudad, pronto Gunno secuestra a Bianca convirtiendo su idílica escapada en una pesadilla.
Gunno previamente ha sido responsable por haber intentado matar al hermano mayor de Heath, Casey y Kyle: Darryl "Brax" Braxton y por haber secuestrado a su hijo, Casey Braxton, Jr.

## Personajes

### Personajes principales
| Actor               | Personaje             | Ocupación | Notas |
| ------------------- | --------------------- | --------- | ----- |
| Dan Ewing           | Heath Braxton         | -         | -     |
| Lisa Gormley        | Bianca Scott-Braxton  | -         | -     |
| Diarmid Heidenreich | Trevor "Gunno" Gunson | Criminal  | -     |
| Kyle Pryor          | Nate Cooper           | Doctor    | -     |
| George Mason        | Martin "Ash" Ashford  | -         | -     |
| Nicholas Westaway   | Kyle Braxton          | -         | -     |
| Alea O'Shea         | Darcy Braxton         | -         | -     |
| Lynne McGranger     | Irene Roberts         | -         | -     |

### Personajes secundarios
| Actor         | Personaje  | Ocupación                        | Notas |
| ------------- | ---------- | -------------------------------- | ----- |
| Lisa Flanagan | Amy Peters | Detective Sargento de la Policía | -     |
| -             | Barry      | Piloto                           | -     |
| -             | -          | Oficial de la Policía            | -     |
| -             | -          | Abogado                          | -     |

## Producción
Tras el éxito del primer episodio especial de la exitosa serie australiana Home and Away: "Home and Away: An Eye for An Eye", estrenado el 9 de diciembre del 2015 la cadena Chanel 7 anunció el 6 de mayo del 2016 que había encargado dos episodios más de larga duración.
El 6 de junio del mismo año se anunció que Dan Ewing (Heath Braxton) y Lisa Gormley (Bianca Scott) regresarían para el nuevo spin-off. En agosto del 2016 se anunció que los actores Kyle Pryor quien interpreta a Nate Cooper y George Mason quien interpreta a Martin "Ash" Ashford también regresarían, así como la actriz Lynne McGranger quien interpretaría nuevamente a Irene Roberts.
En noviembre del 2016 se anunció que el nuevo especial se titularía "Home and Away: Revenge" y sería estrenado en diciembre del mismo año, también se anunció que el tercer especial sería titulado "Home and Away: All or Nothing" y sería estrenado el 26 de enero del 2017, el cual contaría con los actores Nicholas Westaway nuevamente como Kyle, Dan Ewing como Heath, Lisa Gormley como Bianca y Samantha Jade volvería a interpretar para el especial a Isla Schultz.